# DungeonTemplateLibrary
DungeonTemplateLibrary（ダンジョンテンプレートライブラリ）は、地形情報を生成する、自由ソフトウェア（ライセンスはBSL-1.0）のライブラリ。Dungeon Template Libraryとも表記される。略称はDTL。
C++で記述され、主にWindowsで開発されている。クロスプラットフォームとなるよう設計されており、Linux (x86, ARM)、macOS、Windows上で動く。

## 内容
DungeonTemplateLibraryには次のような分野のライブラリが含まれている。
- アルゴリズム
- 地形生成アルゴリズム
  - FractalIsland - フラクタル
  - PerlinIsland - パーリンノイズ
  - DiamondSquareAverageIsland - ダイヤモンドスクエアアルゴリズム
  - SimpleVoronoiIsland - ボロノイ図
- ローグライク生成アルゴリズム
- 迷路生成アルゴリズム
  - MazeDig - 穴掘り法
  - MazeBar - 棒倒し法
  - ClusteringMaze - クラスタリング
- 探索アルゴリズム
  - GetLargestRectArea - 長方形探索
  - GetLargestSquareArea - 正方形探索
- 塗りつぶしアルゴリズム
  - Bucket - Flood fill
- ノイズ
  - WhiteNoise - ホワイトノイズ
- 乱数
  - Xorshift
  - Xoroshiro128+
- 画像処理
- 画像ファイル生成
  - FilePNG - PNG画像生成
  - FileJPG - JPG画像生成
  - FileBMP - BMP画像生成
  - FileTGA - TGA画像生成
  - FileHDR - HDR画像生成
- 人工知能
- テンプレートメタプログラミング